# اتان راموس
اتان راموس (به انگلیسی: Ethan Ramos،  زادهٔ ۳ آوریل ۱۹۹۵) یک کشتی‌گیر آزادکار اهل کشور پورتوریکو است. وی سابقه حضور در المپیک ۲۰۲۴ پاریس را دارد.